# Assemblée législative du Yukon
Pour les articles homonymes, voir Assemblée législative.
35e législature du Yukon
Édifice administratif du gouvernement
L'Assemblée législative du Yukon (en anglais : Yukon Legislative Assembly) est l'unique chambre de la législature monocamérale du territoire canadien du Yukon qu'elle forme avec le commissaire, représentant du gouvernement fédéral dans le territoire. Elle siège à Whitehorse, la capitale territoriale.
Trois partis politiques y sont représentés : le Parti libéral du Yukon avec 8 députés; le Parti du Yukon avec 8 députés également et le Nouveau Parti démocratique du Yukon avec 3 députés.

## Système électoral
L'Assemblée législative du Yukon est composée de 19 sièges pourvus pour cinq ans au scrutin uninominal majoritaire à un tour dans autant de circonscriptions électorales,.

## Composition actuelle
| Party | Party                      | Rural | Whitehorse | Total |
| ----- | -------------------------- | ----- | ---------- | ----- |
|       | Parti libéral              | 3     | 5          | 8     |
|       | Parti du Yukon             | 4     | 4          | 8     |
|       | Nouveau Parti démocratique | 1     | 2          | 3     |
|       | Indépendant                | 0     | 0          | 0     |
|       | Vacant                     | 0     | 0          | 0     |
| Total | Total                      | 8     | 11         | 19    |

### Liste de députés
Les noms des ministres sont représentés en gras, et les chefs des partis en italique; le président de la chambre est désigné par un obelus †.
|  | Nom                  | Parti         | CIrconscription          |
|  | -------------------- | ------------- | ------------------------ |
|  | Brad Cathers         | Yukonnais     | Lac Laberge              |
|  | Nils Clarke          | Libéraux      | Riverdale Nord           |
|  | Yvonne Clarke        | Yukonnais     | Porter Creek Centre      |
|  | Currie Dixon         | Yukonnais     | Copperbelt-Nord          |
|  | Jeremy Harper †      | Libéraux      | Mayo-Tatchun             |
|  | Stacey Hassard       | Yukonnais     | Pelly-Nisutlin           |
|  | Wade Istchenko       | Yukonnais     | Kluane                   |
|  | Scott Kent           | Yukonnais     | Copperbelt-Sud           |
|  | Jeanie McLean        | Libéraux      | Mountainview             |
|  | Patti McLeod         | Yukonnais     | Lac Watson               |
|  | Tracy-Anne McPhee    | Libéraux      | Riverdale-Sud            |
|  | Richard Mostyn       | Libéraux      | Whitehorse-Ouest         |
|  | Ranj Pillai          | Libéraux      | Porter Creek Sud         |
|  | Sandy Silver         | Libéraux      | Klondike                 |
|  | John Streicker       | Libéraux      | Mount Lorne-Lac-Southern |
|  | Emily Tredger        | Néo-démocrate | Whitehorse Centre        |
|  | Geraldine Van Bibber | Yukonnais     | Porter Creek Nord        |
|  | Kate White           | Néo-démocrate | Takhini-Kopper King      |
|  | Annie Blake          | Néo-démocrate | Vuntut Gwitchin          |